# Tokajer Gebirge

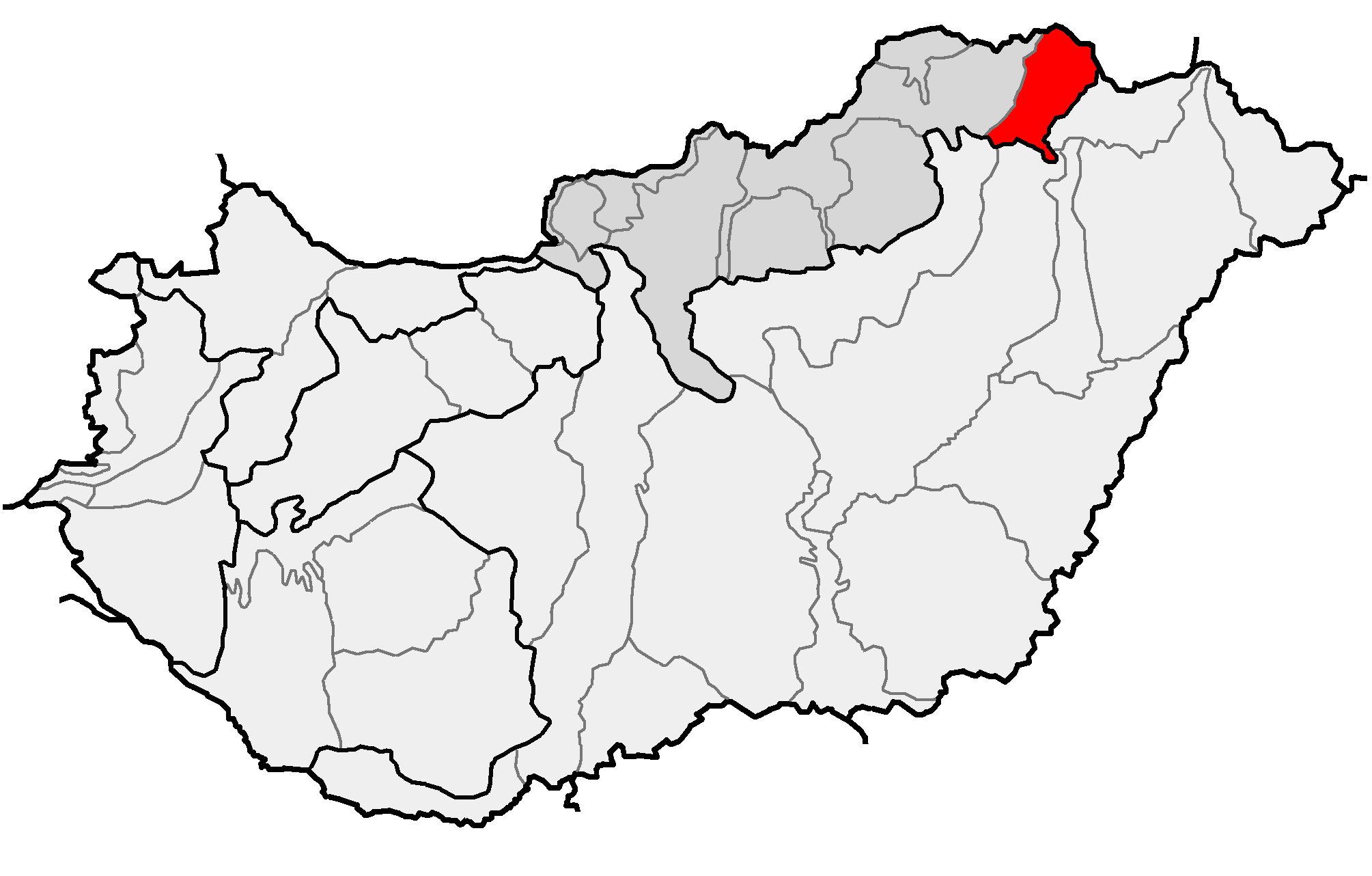
Lage in Ungarn

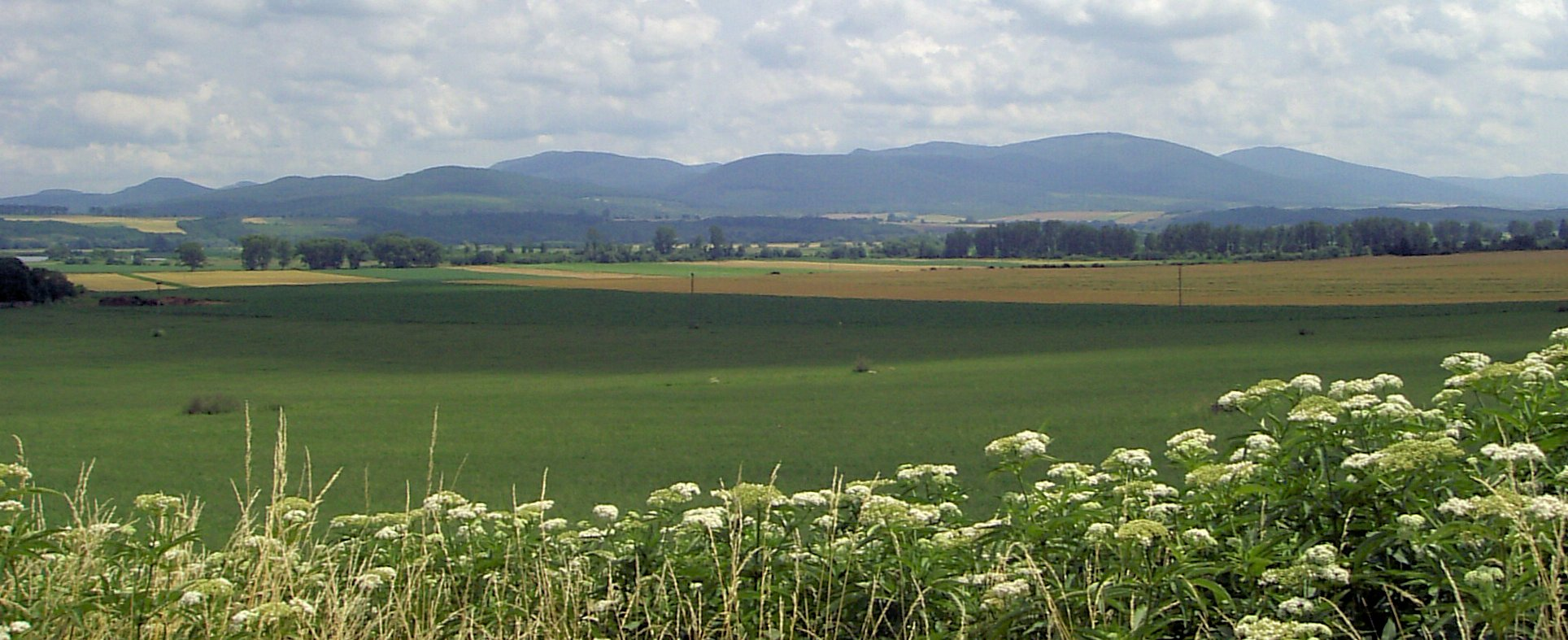
Blick auf das Tokajer Gebirge nahe Tornyosnémeti an der ungarisch-slowakischen Grenze

Das Tokajer Gebirge (ungarisch Tokaji-hegység, slowakisch Tokajské pohorie/Tokajské vrchy) ist heute:
- die von ungarischen Geologen (im Gegensatz zu den Geographen) bevorzugte Alternativbezeichnung für das vollständig auf dem Gebiet Ungarns liegende Zempléni-hegység (wörtlich „Sempliner Gebirge“), das geologisch eine Fortsetzung des slowakischen Sovarer Gebirges (Slanské vrchy) bildet.
- die in der Slowakei ausschließlich verwendete Bezeichnung für das ungarische Zempléni-hegység (siehe dazu auch Sempliner Gebirge).

## Verwendung des Begriffes in der Vergangenheit
In der Vergangenheit (nachweislich zum Beispiel 1904 zur Zeit Österreich-Ungarns) trugen auch Berge beim Dorf Cejkov in der Slowakei den Namen Tokajské vrchy und ein Berg davon hieß Tokaj. 
Vor 1945 wurde in Ungarn und der (Tschecho-)Slowakei der Name Eperjes-Tokaji Érczhegység (wörtlich „Eperies-Tokajer Erzgebirge“) bzw. slowakisch Tokajsko-Prešovské hory/vrchy (wörtlich „Tokaj-Eperieser Berge“) für die Berge zwischen der Stadt Tokaj an der Theiß und der Stadt Prešov (d. h. für die heutigen Gebirge Slánske vrchy und Zempléni-hegység) verwendet. Der höchste Punkt des Gebirges ist der direkt an der Grenze liegende Nagy-Milic/ Veľký Milič (895 m).
Das Zempleni-Gebirge ist ein wichtiges Obsidianvorkommen, das seit dem Paläolithikum, verstärkt seit dem Neolithikum genutzt wurde.